# Hypsiboas cymbalum
Hypsiboas cymbalum är en groddjursart som först beskrevs av Werner C.A. Bokermann 1963.  Hypsiboas cymbalum ingår i släktet Hypsiboas och familjen lövgrodor. IUCN kategoriserar arten globalt som akut hotad. Inga underarter finns listade i Catalogue of Life.